# 本多陽子
本多 陽子（ほんだ ようこ、1983年8月15日 - ）は、日本の声優、舞台女優、ナレーター。群馬県高崎市出身。フリー。

## 経歴
小さい頃から絵を描くのが好きであり、漫画も好きで読んでいた。小学校、中学時代くらいまでは漫画家になりたいと考えていた。
小学校6年生の時に演劇クラブに所属し、芝居に熱中。「中学になったら演劇部に絶対入ろう！」と思っていたが、中学には演劇部がなく柔道部に入部。「一旦演技をすることへの障害があったことから、役者になりたいという想いが強くなったのかもしれない」と語る。中学時代には、ラジオ番組を聴くようになった。職業としての声優を知って、興味を持ち始めたのはその頃であり、アニメ雑誌などで声優養成所についての記事を読んだり、資料請求をしていた。具体的に声優になろうと決意したのは、高校卒業が近づき進路を決めなくてはいけない時期になった頃である。
直前までドッグトレーナーになろうと動物関係の専門学校に行こうと思っていた。しかし「ドッグトレーナーはいつかなれるかもしれないが、役者は今なろうとしないと夢で終わる」と考え直し、本格的な演技をしたことがなかったことから、やってみたい気持ちもあり、ナレーションにも興味があったことも声優を目指した動機のひとつだったという。
2002年、日本ナレーション演技研究所に入所。2003年、所内オーディションに合格しアイムエンタープライズに所属する。
2004年7月のアニメ『ニニンがシノブ伝』の端役・くノ一役でデビュー。後に、同年10月『うた∽かた』の主役・橘一夏役で本格デビューを果す。
2014年5月25日、ブログで結婚したことを報告。
2015年7月31日、アイムエンタープライズを離れフリーとなるになったのを機に、Twitterを開始。

## 人物
声種はソプラノからメゾソプラノ。
趣味は映画鑑賞、ゲーム、ジョギング。
3人兄弟の末っ子で、4歳年上の姉と2歳年上の兄がいる。
死去した本多知恵子から持ち役を引き継いでいる。なお、同姓ではあるが、血縁関係はない。

### 声優以外の活動
2005年の10月から始まった『声優生活向上委員会mini』に、2006年2月から始まる2期生に抜擢される。Podcastで配信。2006年4月24日で終了した。
2005年まで、アフレコのたびに群馬から東京まで鉄道や車で通勤していたが、念願の1人暮らしを始めた。これに関連して『うた∽かた 夏・メモリー』では「群馬県は鶴舞う形（参考1、参考2）」と深き郷土愛を主張、それが発展して「群馬にもいいとこあるだんべな」コーナーを作った。
2009年4月5日から2010年3月28日まで梶裕貴と一緒に『VOICE CREW』の21代目パーソナリティを担当。コーナーは「ちょぼ倶楽部（仮）」と「よーだのひとり焼き肉への道!」、「よーだのリコーダーマスターへの道」などがある。

## 出演
太字はメインキャラクター。

### テレビアニメ
2004年
- うた∽かた（橘一夏）
- ニニンがシノブ伝（くノ一、女生徒）
- ローゼンメイデン（助手）

2005年
- 奥さまは魔法少女（春日裕美）
- 極上生徒会（尾田波月）
- 苺ましまろ（5年生女子）
- 灼眼のシャナ（女子生徒A）
- ToHeart2（新入生、女生徒1）
- ハチミツとクローバー（女学生A、女子学生B、看護師、女子）
- フタコイ オルタナティブ（デパートの受付のお姉さん）
- BLOOD+（女生徒）
- ローゼンメイデントロイメント（ガールキャット）
- ロックマンエグゼStream（メイドD）

2006年
- いぬかみっ!（いぐさ）
- Kanon（第2作）（女生徒）
- かしまし 〜ガール・ミーツ・ガール〜（女子A）
- コードギアス 反逆のルルーシュ（案内嬢）
- となグラ!（女子水泳部員、女生徒A、女生徒）
- ノエイン もうひとりの君へ（前田あや）

2007年
- Over Drive（鈴木雪子、電話ガイダンス、アナウンサー）
- sola（石月真名）
- アイドルマスター XENOGLOSSIA（なずな、保母、オペレーター、整備兵）
- もえたん（鈴木麗美）
- がくえんゆーとぴあ まなびストレート!（若者）
- ケロロ軍曹（女生徒）
- こどものじかん（吉岡加奈子、児島隆哉、男子生徒、安川勇気、女子生徒 他）
- ぼくらの（小田）
- のだめカンタービレ（美帆）
- MAJOR（2007年 - 2010年、女生徒、里田麻美） - 4シリーズ

2008年
- H2O -FOOTPRINTS IN THE SAND-（久門真紀）
- 今日の5の2（日高メグミ）
- CLANNAD -クラナド-（女性客）
- BLASSREITER（ミリアム）

2009年
- クイーンズブレイド 流浪の戦士（セヴェル）
- 真マジンガー 衝撃!Z編 on television（弓さやか）
- スキップ・ビート!（七倉美森）
- タユタマ -Kiss on my Deity-（女子生徒）
- 初恋限定。（女子B）
- バトルスピリッツ 少年激覇ダン（2009年 - 2010年、百瀬華実）
- ミラクル☆トレイン〜大江戸線へようこそ〜（姫乃）
- リストランテ・パラディーゾ（マリーナ）

2010年
- バトルスピリッツ ブレイヴ（2010年 - 2011年、フローラ・パフューム）

2011年
- バクマン。（2011年 - 2013年、加藤奈津実） - 2シリーズ

2013年
- ビーストサーガ（レパーミント）
- リトルバスターズ!（古式みゆき）

2017年
- SHADOW OF LAFFANDOR ラファンドール国物語（ラウラ・マディソン）

### 劇場アニメ
- いぬかみっ! THE MOVIE 特命霊的捜査官・仮名史郎っ!（2007年、いぐさ）

### OVA
- 苺ましまろ（2007年、女子生徒）
- こどものじかん（2009年、男子生徒、吉岡加奈子、男子生徒、辺見あづさ） - 2作品
- OAD 今日の5の2 放課後（2009年、日高メグミ）
- TMエースおまけ劇場 アーネンエルベへようこそ！-Fate/wondering journey-（2009年、日比乃ひびき）
- クイーンズブレイド 美しき闘士たち 第5話（2011年、天使A〈セヴェル〉）
- カーニバル・ファンタズム Special season（2013年、日比乃ひびき）

### Webアニメ
- エクスメイデン（2014年、環はるみ[21]）
- ヤンキーハムスター（2019年 - 2022年、ハニー〈ばばあ〉） - 2シリーズ[一覧 1]
- バトルスピリッツ 赫盟のガレット / ミラージュ（2021年 - 2022年、リイン・ジーヴル[22][23]、百瀬華実）- 2作品

### ゲーム
2005年
- フタコイ オルタナティブ 恋と少女とマシンガン ショートアニメ「ミニコイ」（プリン）
- リアライズ（宮路沙耶）
- Memories Off After Rain

2006年
- セパレイトハーツ（水瀬藍）
- アルカナハート（2006年 - 2011年、リーゼロッテ・アッヒェンバッハ、エルフリーデ・アッヒェンバッハ） - 5作品
- ♂モット!! 恋愛主義♀ 「パルティータ」（菅野里奈）
- 龍刻 RYU-KOKU

2007年
- SIMPLE2000シリーズ THE 女岡っピチ捕物帳 お春ちゃんGOGOGO!（新庄お春）
- 死角探偵 空の世界 〜Thousand Dreams〜（夕葵咲樹）
- のだめカンタービレ（美帆）

2008年
- H2O プラス（久門真紀、御桜稟）
- テイルズ オブ シンフォニア -ラタトスクの騎士-（アクア）

2009年
- ぼくのなつやすみ4 瀬戸内少年探偵団「ボクと秘密の地図」（キミコ/島波公子）
- 蘭島物語 レアランドストーリー 少女の約定（チリア）

2010年
- ぼくのなつやすみポータブル2 ナゾナゾ姉妹と沈没船の秘密!（チョコ〈君野千代子〉）

2011年
- 第2次スーパーロボット大戦Z 破界篇 / 再世篇（2011年 - 2012年、弓さやか） - 2作品

2013年
- 幻獣姫（タナトス）
- 青春姫（清野詩織）
- テイルズ オブ シンフォニア ユニゾナントパック（アクア）

2014年
- へし折れ!ケータイさん（日比乃ひびき）
- ヴィーナスダンジョン（服部半蔵、司馬懿、太宗）
- 白猫プロジェクト（ラーレッタ、カモメ・ナルミ、イリーナ）
- 第3次スーパーロボット大戦Z 時獄篇 / 天獄篇（2014年 - 2015年、弓さやか） - 2作品

2015年
- 幻獣契約クリプトラクト（ティティ、フレイ＝リィ、ルシール、クラーケン〈第二形態〉、パム、リオ）
- スーパーロボット大戦BX（弓さやか）
- 影牢〜トラップガールズ〜（アマナ・バキュームフロア、カサンドラ・アゴニーマスク、コーネリア・ギルティランス、オボロ・ブラッディーシザー、ジェニー・デルタホース）

2016年
- ガンダムジオラマフロント（エルピー・プル、プルツー）
- SDガンダム GGENERATION（2016年 - 2025年、エルピー・プル、プルツー、プルクローン、ルーナ・マナ） - 3作品
- 姫王と最後の騎士団（フレーダ、スラ、ヴァン）
- 魔法使いと黒猫のウィズ（ユスティー・ロー、バルバラ・フォス、ベロニカ・ジマー）

2017年
- スーパーロボット大戦V（弓さやか）
- ガンダムバーサス（プルツー）
- 三國志レギオン（小喬、甄氏、黄小玉）

2018年
- スーパーロボット大戦X（弓さやか）
- 機動戦士ガンダム エクストリームバーサス2（2018年 - 2025年、プルツー、エルピー・プル） - 4作品

2019年
- リング☆ドリーム 女子プロレス大戦（ロイド・ガッシュ【3rd】）

2022年
- 機動戦士ガンダム U.C. ENGAGE（2022年 - 2025年、エルピー・プル、プルツー、ノン、リン、レイ、？？？）

2023年
- 機動戦士ガンダム アーセナルベース（エルピー・プル、プルツー）

2024年
- Fate/Grand Order（阿曇磯良〈日比乃ひびき〉）

### ドラマCD
- GetBackers-奪還屋- 永遠の絆を奪り還せ!編1 〜Beast Howling〜（2005年、飛蜘蛛）
- 豪放ライラック（2006年、中崎くるみ）
- ビター・ヴァレンタイン（2006年、スタッフ、看護士）
- アルカナハート ドラマCD はーとふるシチュエーション（2007年、リーゼロッテ・アッヒェンバッハ）
- カフェラテ・ラプソディ（2008年、岡野）
- 今日の5の2 ドラマCD 第1 - 2巻（2008年、日高メグミ）
- 恋の心に黒い羽（2008年、高知真）
- 執事様のお気に入り 第1巻（2008年、女生徒）
- scarlet（2008年、女B）
- sola〜イツカノソラ〜（2008年、石月真名）
- NAKED BLACK（2008年、クレア）
- ポーの一族 第2巻（2008年、カレン）
- 神様のメモ帳 シリーズ（2009年、篠崎彩夏[35][36]）
- 傷だらけの愛羅武勇（2009年、上坂未来）
- 最悪（2009年、女子社員）
- 今日からマ王! 聖砂国DX! 復路（2009年、ジェイソン）
- リストランテ・パラディーゾ Drama CD（2009年、マリーナ）
- 兄弟の事情1 - 2（2010年、茜鶴子）
- まほうつかいの箱 シリーズ（2010年、日比乃ひびき）
- TYPE-MOON 10周年記念ドラマCD 恐怖・人類未踏の地底大洞窟！ 喫茶店地下666メートルの秘境に幻の美少年を見た!!（2011年、日比乃ひびき） - コンプティーク2011年8月号付録
- Sound Drama Fate/EXTRA 第一章「月の聖杯戦争」（2013年、女子生徒A[37]）

### 吹き替え

#### 映画
- BAD TIME バッドタイム（2008年、レティー）
- イケてる私とサエない僕（2012年、ハンナ[38]）
- ヴァンパイア・ベビーシッター（2012年、サラ[39]）

#### ドラマ
- 気分はぐるぐる #11（2008年）
- 名探偵モンク5 #10（2008年）
- ER XIV 緊急救命室 #1（2009年、カンダス・モーガン〈ヘイリー・マクファーランド〉）
- わんわんスクール 〜オートンと愉快な仲間たち〜（2011年、スウィート〈犬〉）
- 天才学級アント・ファーム（2013年、ジャンヌ[40]）

### ラジオ
※はインターネット配信。
- うた∽かた 夏・メモリー（2004年 - 2005年、TBSラジオ・ラジオ大阪・BEAT☆Net Radio!※）
- 『本多陽子のまにまに実行委員会』（2005年 - 2009年、携帯サイト「声優・V-STATION」内※）
- 声優生活向上委員会mini 第2期（2006年、ポッドキャスティングネットラジオ※）
- そらいろらじお（2007年、BEAT☆NetRadio※）
- おまかせ探偵☆のとまみこ（2007年 - 2008年、文化放送・超!A&G+※・S-ラジ※）
- まみことよーこのお・ま・た・ん!?（2008年、文化放送・超!A&G+※）
- VOICE CREW （2009年 - 2010年、FM NACK5系列）21代目パーソナリティ
- C3 RADIO（2009年 - 2010年、超!A&G+※）
- TYPE-MOON VOICE PHANTASM『ひびちからじお！』（2010年7月26日 - 2014年5月12日、アニメイトTV※）
- 練馬放送「コトノワラジオ」（2015年8月3日・5日・10月4日 - 2018年3月25日、練馬放送インターネットラジオ※）[41]
- 練馬放送「ねりなび!NEO」（2019年6月29日 - 2022年3月19日、練馬放送インターネットラジオ※）

### ラジオCD
- TYPE-MOON VOICE PHANTASM『ひびちからじお！』 シリーズ（2010年 - 2013年）

### テレビ番組
- 超アニメ研究ステーション えもらぼ（2007年 - 2008年、バンダイビジュアル）
- GO! GO! ニンじゃぽん Season2（2019年1月7日 - 2月25日、ニンじゃぽん、北陸放送ほか）

### ナレーション
- うた∽かたPV
- デジタルモンスターバトルターミナル
- Happy Amusement 満天パチランド（2013年1月7日 - 2016年10月17日）[42]
- ウシオとにわとも（2013年）
- 熱闘ラ・カータスタジアム2014（2014年）
- 工藤家vs白鳥家 姉妹対抗!大運動会（2014年）
- シェルフィット エースラック（2014年）

### デジタルコミック
- ヘタコイ（2008年、倉橋リナ）
- フライハイ!（2009年、結木千夜）

### パチンコ
- 行け!稲中卓球部（2008年、神谷ちよこ）

### 舞台
- 演劇集団 Livure 12公演『DRAW』（2010年4月2日 - 4日）カーラ役
- 演劇集団 Livure 12第二回公演『Deu×visages（ドゥヴィサージュ）〜二つの顔〜』（2013年3月29日 - 31日）
- ザ☆キッチンNAKANO リーディング公演『広くてすてきな宇宙じゃないか』（2017年12月22日 - 23日）スギエ役

### その他コンテンツ
- ときドキ時計（2010年、天草翠）

## ディスコグラフィ

### キャラクターソング
| 発売日   | 商品名                                                        | 歌 | 楽曲                    | 備考                               |
| 2006年   | 2006年                                                        | 2006年 | 2006年                  | 2006年                             |
| -------- | ------------------------------------------------------------- | --- | ----------------------- | ---------------------------------- |
| 6月21日  | いぬかみっ！ キャラクターコレクションCD(5)たゆね・いぐさ&啓太 | たゆね（森永理科）、いぐさ（本多陽子） | 「INUKAMI 2006」        | テレビアニメ『いぬかみっ！』関連曲 |
| 12月21日 | いぬかみっ！ キャラクターボーカルアルバム paradiso            | せんだん（松岡由貴）、なでしこ（名塚佳織）、いぐさ（本多陽子）、たゆね（森永理科）、ごきょうや（木川絵理子）、てんそう（小林晃子）、フラノ（廣田詩夢）、いまり（遠藤綾）、さよか（新谷良子）、ともはね（長谷川静香） | 「百花繚乱紅乃乙女」    | テレビアニメ『いぬかみっ！』関連曲 |
| 2007年   |                                                               | |                         |                                    |
| -        | -                                                             | 石月真名（本多陽子） | 「Lime Mime Time」      | テレビアニメ『sola』関連曲         |
| 2012年   |                                                               | |                         |                                    |
| 5月23日  | シトラス・シリウス                                            | 桂木千鍵（仙台エリ）、日比乃ひびき（本多陽子） | 「シトラス・シリウス」  | 『まほうつかいの箱』関連曲         |
| 5月23日  | シトラス・シリウス                                            | 日比乃ひびき（本多陽子） | 「ミラクル・デザート☆」 | 『まほうつかいの箱』関連曲         |

## ライブ・イベント
- TYPE-MOON Fes. -10th ANNIVERSARY EVENT-（2012年7月7日・8日） - 司会
- Japan VR Summit 2（2016年11月16日） - 司会
- アルカナハート10周年記念イベント（2016年12月17日、土谷麻貴と共に）
- 環境省主催シンポジウム（2024年2月22日） - 司会